# Podochela ziesenhennei
Podochela ziesenhennei is een krabbensoort uit de familie van de Inachidae. De wetenschappelijke naam van de soort is voor het eerst geldig gepubliceerd in 1940 door John S. Garth.
Holotype en allotype werden verzameld door de Allan Hancock Expedition van 1933 in de baai van Tenacatita aan de Pacifische kust van Jalisco (Mexico). De soort is genoemd naar Fred C. Ziesenhenne, die mariene invertebraten verzamelde op de Allan Hancock-expedities.